# Mezinárodní federace korespondenčního šachu
Mezinárodní federace korespondenčního šachu (ICCF – International Correspondence Chess Federation) byla založena dne 26. března 1951 jako nástupce Mezinárodní asociace korespondenčního šachu (ICCA) existující od roku 1945 jako nástupce Internationaler Fernschachbund (IFSB), jež byla založena 2. prosince 1928 .
Současným předsedou je Eric Ruch.

## Historie

### Před ICCF
První korespondenční partie se mohla hrát již v 9. století, a to mezi Hárúnem al-Rašídem a Nikeforosem I., avšak to nebylo nikdy potvrzeno. V 19. století začaly šachové kluby a časopisy pořádat pravidelnější turnaje, a to národní i mezinárodní. V roce 1928 byla založena první mezinárodní liga (Internationaler Fernschachbund). Alexandr Aljechin, Paul Keres a Max Euwe byli známými nadšenými hráči koršachu a to během některých období jejich šachové kariéry.

### ICSB
Dne 15. srpna 1928 byla pod vedením Ericha Otto Freienhagena (Berlín) zřízena ICSB (Internationaler Correspondensschachbund/International Correspondence Chess Federation). Dalšími členy vedení byli J. Keemink (Nizozemsko), K. Laue, H. von Massow, H. Schild (Německo) a C. Olsen (Norsko). Jednalo se o první úspěšný pokus o vytvoření mezinárodní korespondence šachové federace. Ačkoli přežil jen krátkou dobu, jeho nástupce se ukázal životaschopnějším.

### IFSB
Dne 2. prosince 1928 byla v Berlíně založena nová federace. Aby ji zakladatelé odlišili od svého předchůdce, pojmenovali ji IFSB (Internationaler Fernschachbund). Zakladateli byli: R. Dührssen (předseda), J. Keemink (místopředseda), H. von Massow (tajemník), K. Laue a L. Probst. Freienhagen (a další z ICSB) pokračovali paralelně s IFSB. Po jejím založení do ní začali vstupovat hráči koršachu. V té době existovalo pouze individuální členství a teprve později se mohly jednotlivé státy stát členy.
Mistři ISFB byli: Eduard Dyckhoff a Eugen Busch 1929; E. Dyckhoff 1930; A. H. Priwonitz 1931; Hans Müller 1932; Marcel Duchamp 1933; Hilding Persson 1934; Paul Keres 1935; Milan Vidmar 1936; Miklos Szigeti 1937 a Edmund Adam 1938.
V letech 1937–1939 vyhrálo Maďarsko finále evropské olympiády IFSB (Balogh, Nagy, Szigeti, Barcza, Boros a Szucz). Když začala druhá světová válka, rada IFSB se rozhodla ukončit svou činnost.

## Aktuální členství
ICCF, současný nástupce IFSB, je federací národních členských organizací. V tuto chvíli existuje celosvětově 56 členů ICCF s celkem více než 100 000 jednotlivci. Většina z nich hraje současně několik her. Někteří z nich[kdo?] dokonce zvládají hrát více než 100 partií najednou. Většina silných hráčů si však myslí, že 15 partií najednou je nejvyšší hranicí.  

## Předsedové
1. Jean-Louis Ormond (1951–1953)[3]
2. Anders Elgesem (1953–1959)
3. Hans Werner von Massow (1960–1987)[4]
4. Hendrik Mostert (1988–1996)
5. Alan Borwell (1997–2003)
6. Josef Mrkvička (2003–2004)
7. Mohamed Samraoui (2005–2009)
8. Eric Ruch (2009–)

## Turnaje
ICCF používá svou vlastní šachovou notaci, a to pro všechny druhy turnajů, jímž jsou například: mistrovství jednotlivců a týmů, turnaje pro normy a propagační turnaje (od otevřené třídy po hlavní třídu) – v poštovní, e-mailové a korespondenci na serveru ICCF. Od roku 2011 pořádá ICCF akce i pro Fischerovy šachy.
ICCF je rozdělena na tři zóny: Evropa, Amerika/Pacifik a Afrika/Asie. ICCF úzce spolupracuje s šachovou organizací FIDE. Všechny tituly, šampionáty a hodnocení ICCF jsou uznávány FIDE.

## Korespondenční šachové olympiády mužů
| #     | Roky      | Zlatá medaile                        | Stříbrná medaile        | Bronzová medaile           |        |
| ----- | --------- | ------------------------------------ | ----------------------- | -------------------------- | ------ |
| I     | 1949-1952 | Mad'arsko (25)                       | Československo (20)     | Švédsko (19.5)             | [ 5 ]  |
| II    | 1952-1955 | Československo (27.5)                | Švédsko (27.5)          | Německo (27)               | [ 6 ]  |
| III   | 1958-1961 | Sovětský svaz (35.5)                 | Mad'arsko (32.5)        | Jugoslávie (32)            | [ 7 ]  |
| IV    | 1962-1964 | Sovětský svaz (36)                   | Východní Německo (28.5) | Švédsko (27.5)             | [ 8 ]  |
| V     | 1965-1968 | Československo (31.5)                | Sovětský svaz (30)      | Západní Německo (29.5)     | [ 9 ]  |
| VI    | 1968-1972 | Sovětský svaz (38)                   | Československo (28.5)   | Východní Německo (25.5)    | [ 10 ] |
| VII   | 1972-1976 | Sovětský svaz (35.5)                 | Bulharsko (30)          | Velká Británie (29.5)      | [ 11 ] |
| VIII  | 1977-1982 | Sovětský svaz (46.5)                 | Mad'arsko (44)          | Velká Británie (41.5)      | [ 12 ] |
| IX    | 1982-1987 | Velká Británie (33.5)                | Západní Německo (30)    | Sovětský svaz (27)         | [ 13 ] |
| X     | 1987-1995 | Sovětský svaz (34)                   | Anglie (33.5)           | Východní Německo (33.5)    | [ 14 ] |
| XI    | 1992-1999 | Československo (45.5) Německo (45.5) |                         | Kanada (40) Skotsko (40)   | [ 15 ] |
| XII   | 1998-2004 | Německo (47.5)                       | Litva (42.5)            | Lotyšsko (42.5)            | [ 16 ] |
| XIII  | 2004-2009 | Německo (38)                         | Česko (34.5)            | Polsko (32)                | [ 17 ] |
| XIV   | 2002-2006 | Německo (45.5)                       | Litva (39.5)            | USA (36)                   | [ 18 ] |
| XV    | 2006-2009 | Norsko ((48)                         | Německo (47)            | Nizozemsko (46.5)          | [ 19 ] |
| XVI   | 2010-2016 | Česko (33.5)                         | Německo (28.5)          | Francie (26.5)             | [ 20 ] |
| XVII  | 2009-2012 | Německo (44.5)                       | Španělsko (43.5)        | Itálie (39.5)              | [ 21 ] |
| XVIII | 2012-2016 | Německo (41.5)                       | Slovisnko (41)          | Španělsko (39)             | [ 22 ] |
| XIX   | 2016-2021 | Bulharsko (27)                       | Německo (26.5)          | Česko (26.5) Polska (26.5) | [ 23 ] |
| XX    | 2016-2019 | Německo (39.5)                       | Rusko (39.5)            | Španělsko (39)             | [ 24 ] |
| XXI   | 2020-2023 | Německo (38)                         | Lucembursko (37)        | USA (37)                   | [ 25 ] |

## Ženské korespondenční šachové olympiády
| #    | Roky      | Zlatá medaile      | Stříbrná medaile     | Bronzová medaile      |        |
| ---- | --------- | ------------------ | -------------------- | --------------------- | ------ |
| I    | 1974-1979 | Sovětský svaz (22) | Západní Německo (19) | Československo (15.5) | [ 26 ] |
| II   | 1980-1986 | Sovětský svaz (26) | Československo (26)  | Jugoslávie (20)       | [ 27 ] |
| III  | 1986-1992 | Sovětský svaz (23) | Československo (21)  | Mad'arsko (14.5)      | [ 28 ] |
| IV   | 1992-1997 | Česko (24)         | Rusko (21)           | Polsko (18.5)         | [ 29 ] |
| V    | 1997-2003 | Rusko (25)         | Německo (22)         | Česko (18)            | [ 30 ] |
| VI   | 2003-2006 | Litva (26.5)       | Německo (23.5)       | Itálie (23)           | [ 31 ] |
| VII  | 2007-2009 | Slovinsko (25)     | Litva (23.5)         | Německo (23)          | [ 32 ] |
| VIII | 2008-2010 | Polsko (27)        | Bulharsko (27)       | Itálie (26)           | [ 33 ] |
| IX   | 2011-2014 | Rusko (34)         | Litva (32.5)         | Německo (30)          | [ 34 ] |
| X    | 2015-2018 | Německo (33)       | Litva (30)           | Rusko (28)            | [ 35 ] |

## Mistrovství světa v korespondenčním šachu
| #      | Roky      | Vitěz                                       | Státní příslušnost         | Druhý                                    |        |
| ------ | --------- | ------------------------------------------- | -------------------------- | ---------------------------------------- | ------ |
| I      | 1950-1953 | Cecil Purdy                                 | Austrálie                  | Harald Malmgren                          | [ 36 ] |
| II     | 1956-1959 | Viacheslav Ragozin                          | Sovětský svaz              | Lucius Endzelins                         | [ 37 ] |
| III    | 1959-1962 | Alberic O'Kelly                             | Belgie                     | Piotr Dubinin                            | [ 38 ] |
| IV     | 1962-1965 | Vladimir Zagorovsky                         | Sovětský svaz              | Georgy Borisenko                         | [ 39 ] |
| V      | 1965-1968 | Hans Berliner                               | USA                        | Jaroslav Hybl                            | [ 40 ] |
| VI     | 1968-1971 | Horst Rittner                               | Východní Německo           | Vladimir Zagorovsky                      | [ 41 ] |
| VII    | 1972-1976 | Yakov Estrin                                | Sovětský svaz              | Jozef Boey                               | [ 42 ] |
| VIII   | 1975-1980 | Jørn Sloth                                  | Dánsko                     | Vladimir Zagorovsky                      | [ 43 ] |
| IX     | 1977-1983 | Tõnu Õim                                    | Sovětský svaz              | Fritz Baumbach                           | [ 44 ] |
| X      | 1978-1984 | Vytas Palciauskas                           | USA                        | Juan Morgado                             | [ 45 ] |
| XI     | 1983-1989 | Fritz Baumbach                              | Východní Německo           | Gennadi Nesis                            | [ 46 ] |
| XII    | 1984-1991 | Grigory Sanakoev                            | Rusko                      | Josef Franzen                            | [ 47 ] |
| XIII   | 1989-1998 | Mikhail Umansky                             | Rusko                      | Erik Bang                                | [ 48 ] |
| XIV    | 1994-2000 | Tõnu Õim                                    | Estonsko                   | Ove Ekebjærg                             | [ 49 ] |
| XV     | 1996-2002 | Gert Timmerman                              | Nizozemsko                 | Joop van Oosterom                        | [ 50 ] |
| XVI    | 1999-2004 | Tunç Hamarat                                | Rakousko                   | Rudolf Maliangkay                        | [ 51 ] |
| XVII   | 2002-2007 | Ivar Bern                                   | Norsko                     | Wolfgang Rohde                           | [ 52 ] |
| XVIII  | 2003-2005 | Joop van Oosterom                           | Nizozemsko                 | Hans Elwert                              | [ 53 ] |
| XIX    | 2004-2007 | Christophe Léotard                          | Francie                    | Frank Gerhardt                           | [ 54 ] |
| XX     | 2004-2011 | Pertti Lehikoinen                           | Finsko                     | Stefan Vinge                             | [ 55 ] |
| XXI    | 2005-2008 | Joop van Oosterom                           | Nizozemsko                 | Alexander Ugge                           | [ 56 ] |
| XXII   | 2007-2010 | Aleksandr Dronov                            | Rusko                      | Jürgen Bücker                            | [ 57 ] |
| XXIII  | 2007-2010 | Ulrich Stephan                              | Německo                    | Thomas Winckelmann                       | [ 58 ] |
| XXIV   | 2009-2011 | Marjan Šemri                                | Německo                    | Hans Wunderlich                          | [ 59 ] |
| XXV    | 2009-2013 | Fabio Finocchiaro                           | Itálie                     | Richard Hall                             | [ 60 ] |
| XXVI   | 2010-2014 | Ron Langeveld                               | Nizozemsko                 | Florin Serban                            | [ 61 ] |
| XXVII  | 2011-2014 | Aleksandr Dronov                            | Rusko                      | Matthias Kribben                         | [ 62 ] |
| XXVIII | 2013-2016 | Leonardo Ljubičić                           | Chorvatsko                 | Horacio Neto                             | [ 63 ] |
| XXIX   | 2015-2018 | Aleksandr Dronov                            | Rusko                      | Jacek Oskulski                           | [ 64 ] |
| XXX    | 2017-2019 | Andrey Kochemasov                           | Rusko                      | Enver Efendiyev                          | [ 65 ] |
| XXXI   | 2019-2022 | Fabian Stanach Christian Muck Ron Langeveld | Polsko Rakousko Nizozemsko |                                          | [ 66 ] |
| XXXII  | 2020-2022 | Jon Edwards                                 | USA                        | Michel Lecroq Sergey Osipov Horacio Neto | [ 67 ] |

## Mistrovství světa v korespondenčním šachu žen
| #    | Roky      | Vitěz               | Státní příslušnost | Druhý                                                               |        |
| ---- | --------- | ------------------- | ------------------ | ------------------------------------------------------------------- | ------ |
| I    | 1968-1972 | Olga Rubtsova       | Sovětský svaz      | Gertrude Schoisswohl                                                |        |
| II   | 1972-1977 | Lora Jakovleva      | Sovětský svaz      | Olga Rubtsova                                                       |        |
| III  | 1978-1984 | Luba Kristol        | Izrael             | Merike Rötova                                                       |        |
| IV   | 1984-1992 | Ljudmila Belavenets | Rusko              | Nina Orlova                                                         | [ 68 ] |
| V    | 1993-1998 | Luba Kristol        | Izrael             | Ingrida Priedite                                                    | [ 69 ] |
| VI   | 2000-2005 | Alessandra Riegler  | Itálie             | Maja Zelcic                                                         | [ 70 ] |
| VII  | 2002-2006 | Olga Sukhareva      | Rusko              | Mary Jones                                                          | [ 71 ] |
| VIII | 2007-2010 | Olga Sukhareva      | Rusko              | Maria Bažantová                                                     | [ 72 ] |
| IX   | 2011-2013 | Irina Perevertkina  | Rusko              | Maria Lisitcina                                                     | [ 73 ] |
| X    | 2014-2017 | Irina Perevertkina  | Rusko              | Tetiana Moyseenko                                                   | [ 74 ] |
| XI   | 2017-2020 | Irina Perevertkina  | Rusko              | Vilma Dambrauskaite Tetiana Moyseenko                               | [ 75 ] |
| XII  | 2020-2023 | Irina Perevertkina  | Rusko              | Tetiana Yurchuk Victoria Scweer Luz Tinjacá Ramirez Dawn Williamson | [ 76 ] |

## Světový pohár ICCF
| #         | Roky      | Vitěz                              | Státní příslušnost |        |
| --------- | --------- | ---------------------------------- | ------------------ | ------ |
| I         | 1973-1977 | Karl Maeder                        | Východní Německo   |        |
| II        | 1977-1983 | Gennadi Nesis                      | Sovětský svaz      |        |
| III       | 1981-1986 | Nikolai Rabinovich                 | Sovětský svaz      |        |
| IV        | 1984-1989 | Albert Popov                       | Sovětský svaz      |        |
| V - (A)   | 1987-1994 | Aleksandr Frolov                   | Ukrajina           | [ 77 ] |
| V - (B)   | 1987-1994 | Gert Timmerman                     | Nizozemsko         | [ 78 ] |
| VI        | 1994-1999 | Olita Rause                        | Lotyšsko           | [ 79 ] |
| VII       | 1994-2001 | Aleksei Lephikov                   | Ukrajina           | [ 80 ] |
| VIII      | 1998-2002 | Horst Staudler                     | Německo            | [ 81 ] |
| IX        | 1998-2001 | Edgar Prang                        | Německo            | [ 82 ] |
| X         | 2001-2004 | Frank Schroder                     | Německo            |        |
| XI        | 2008-2011 | Reinhard Moll                      | Německo            | [ 83 ] |
| XII - (A) | 2005-2007 | Reinhard Moll                      | Německo            | [ 84 ] |
| XII - (B) | 2009-2013 | Matthias Gleichmann                | Německo            | [ 85 ] |
| XIII      | 2009-2012 | Reinhard Moll                      | Německo            | [ 86 ] |
| XIV       | 2009-2012 | Reinhard Moll                      | Německo            | [ 87 ] |
| XV        | 2012-2015 | Klemen Sivic                       | Slovinsko          | [ 88 ] |
| XVI       | 2013-2016 | Uwe Nogga                          | Německo            | [ 89 ] |
| XVII      | 2014-2017 | Matthias Gleichmann                | Německo            | [ 90 ] |
| XVIII     | 2015-2019 | Reinhard Moll Stefan Ulbig         | Německo            | [ 91 ] |
| XIX       | 2014-2016 | Thomas Herfuth                     | Německo            | [ 92 ] |
| XX        | 2017-2020 | Sergei Kishkin                     | Rusko              | [ 93 ] |
| XXI       | 2019-2021 | Matthias Gleichmann                | Německo            | [ 94 ] |
| XXII      | 2021-2023 | Dmitry Morozov Matthias Gleichmann | Rusko Německo      | [ 95 ] |

## Světový pohár veteránů ICCF
| #   | Roky      | Vitěz                | Statní příslušnost |
| --- | --------- | -------------------- | ------------------ |
| 01. | 2009-2011 | Rob Kruis            | Nizozemsko         |
| 02. | 2013-2014 | Vladimir Sergeev     | Rusko              |
| 03. | 2014-2016 | Frits Bleker         | Řecko              |
| 04. | 2015-2017 | Reinhard Sikorsky    | Německo            |
| 05. | 2016-2017 | Ralf Neubauer        | Německo            |
| 06. | 2017-2019 | Mattia Boccia        | Itálie             |
| 07. | 2018-2020 | Sergey Novikov       | Rusko              |
| 08. | 2019-2021 | Guy van Habberney    | Belgie             |
| 09. | 2020-2022 | Jean Claude Schuller | Lucembursko        |
| 10. | 2021-2023 | Gediminas Voveris    | Litva              |
| 11. | 2022-2024 | Dan Petre Geanä      | Rumunsko           |